# Moweaqua
Le village de Moweaqua est situé dans les comtés de Christian et Shelby, dans l’État de l’Illinois, aux États-Unis. Sa population s’élevait à 1 831 habitants lors du recensement de 2010, estimée à 1 738 habitants en 2016.